# Kürtőskalács
«  Chimney cake » redirige ici. Pour les autres significations, voir Chimney et Cake.
Le kürtőskalács (en hongrois, [ˈkyɾtøːʃkɒlaːtʃ]) ou cozonac secuiesc (en roumain) est un gâteau à la broche hongrois originaire de la Transylvanie, région aujourd'hui située au centre et au nord-ouest de la Roumanie. Il se présente sous la forme d'une brioche caramélisée de forme conique tronquée cuite à la broche sur un feu. Le kürtőskalács est vendu dans les pâtisseries mais plus souvent il est préparé par des vendeurs de rue, de plage ou de foire.
Il existe une variante Slovaque : trdelník.

## Étymologie
Le nom vient du mot hongrois kürtő, « tuyau de poêle », cheminée, dérivé de kürt, « cor », corne, et de kalács « brioche ».

## Préparation
Le kürtőskalács est composé d'une bande de pâte cuite sur une broche en bois qui tourne lentement sur un feu. La pâte est parfumée aux épices, généralement de la cannelle, puis garnie de noix ou d'amandes et saupoudrée de sucre. Le sucre est caramélisé à la surface, créant ainsi une belle croûte. 

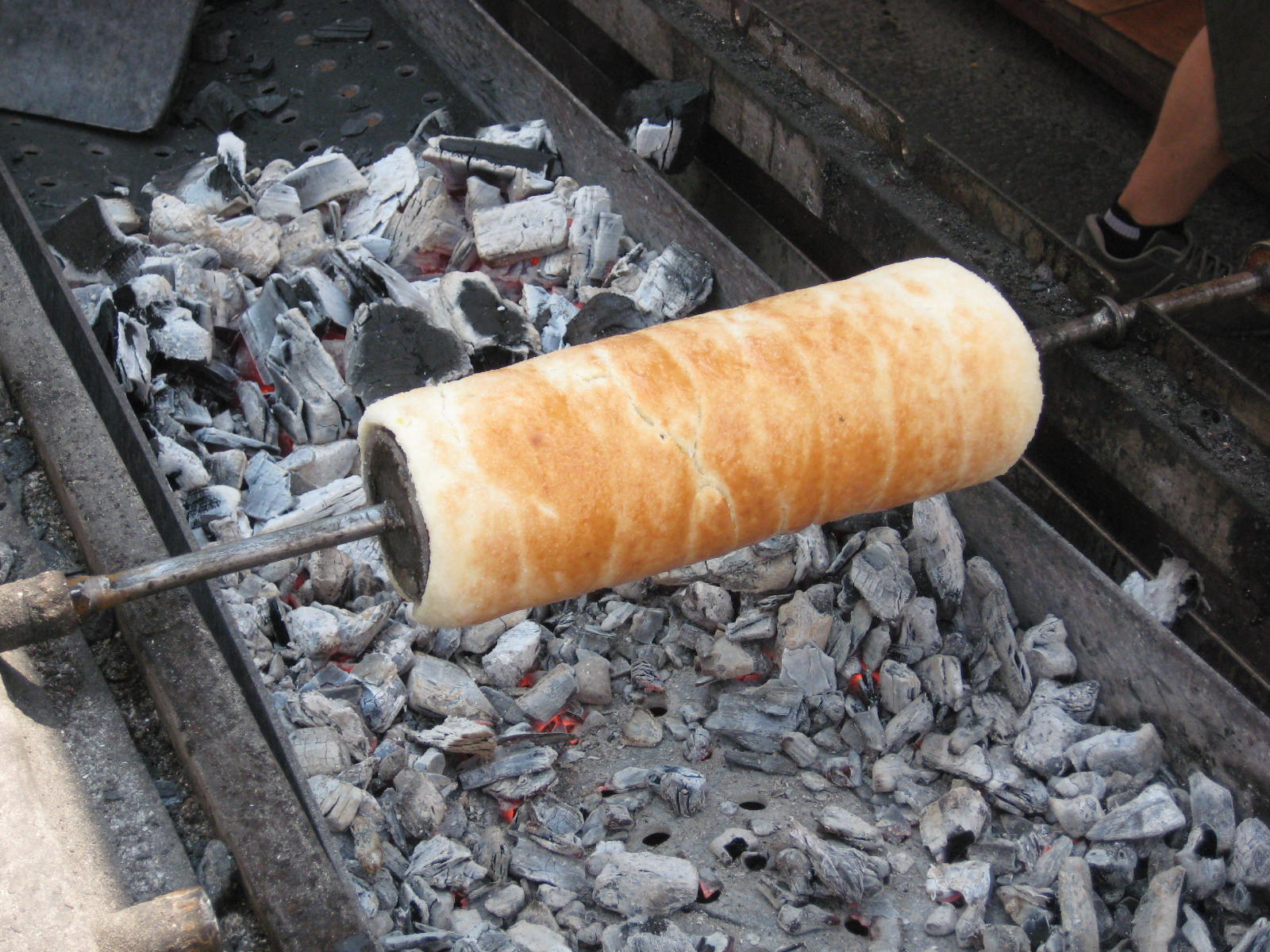
Cuisson à la broche.
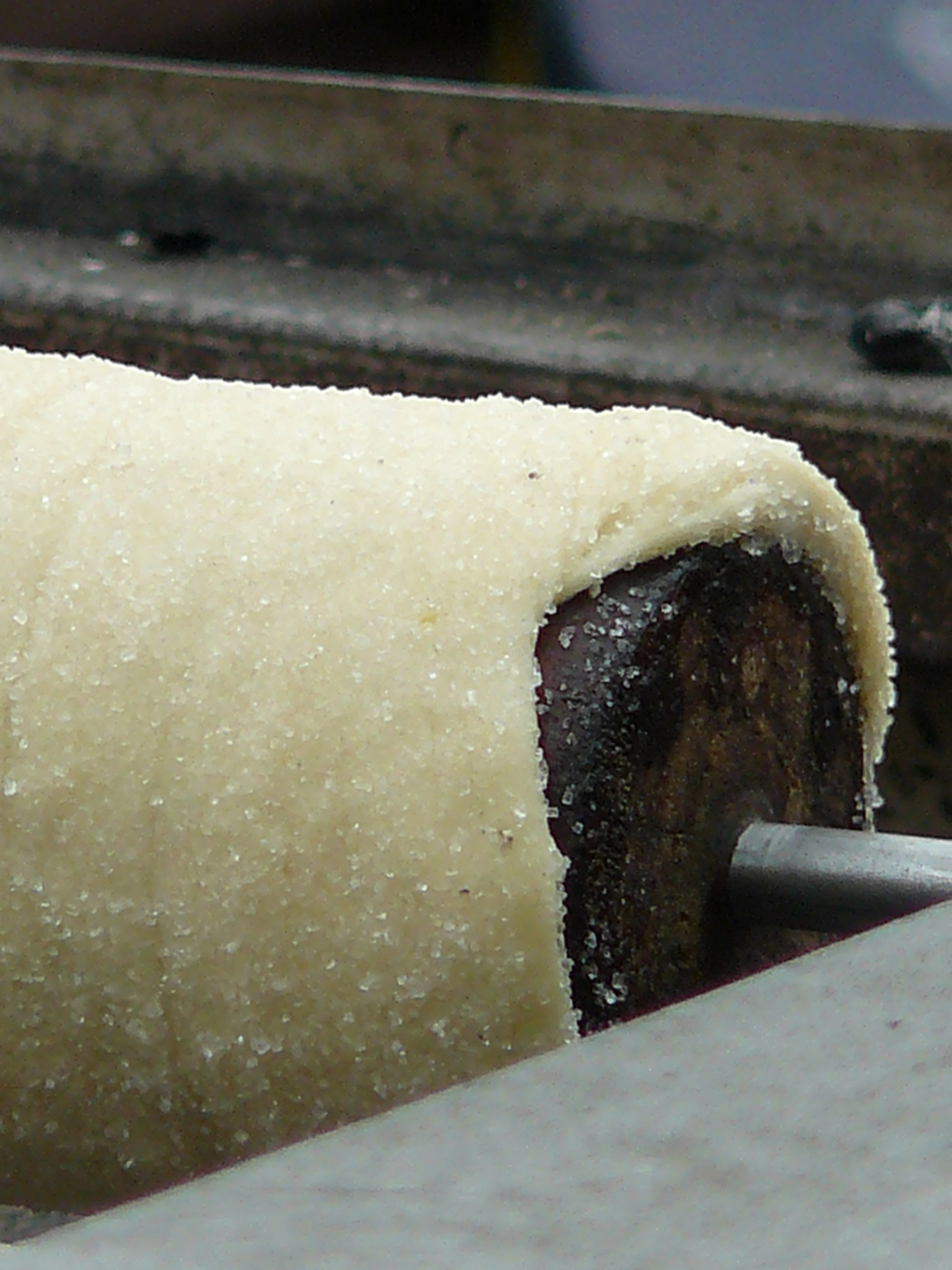
Détail de la cuisson.